# Balasana

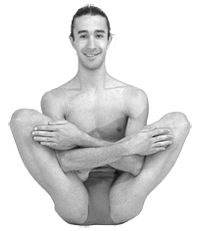
Balasana, outro nome garbhásana

balasana (devanagari बलासन | IAST balāsana) ou garbhásana (devanagari गर्भासन | IAST garbhāsana) é uma posição do Ioga.